# (3433) Fehrenbach
Pour les articles homonymes, voir Fehrenbach.
(3433) Fehrenbach (1963 TJ1) est un astéroïde de la ceinture principale, découvert le 15 octobre 1963 à l'observatoire Goethe Link près de Brooklyn, dans l'Indiana. Il a une magnitude absolue de 12,9.